# Canon EOS 750D/EOS 760D
Die Canon EOS 750D (in Nordamerika EOS Rebel T6i, in Japan EOS Kiss X8i) und EOS 760D (in Nordamerika EOS Rebel T6s, in Japan EOS 8000D), sind digitale Spiegelreflexkameras der EOS-Reihe des japanischen Herstellers Canon und seit Juni 2015 im Handel und werden bis 2025 unterstützt.

## Technische Merkmale
Die Kameras gleichen einander bezüglich der wesentlichen inneren technischen Details (Messsystem, Prozessor, Sensor etc.): Beide können bis zu fünf Bilder pro Sekunde aufnehmen, verwenden einen 24,2-Megapixel-APS-C-Sensor, nutzen als Hauptprozessor einen Digic 6 und machen Gebrauch von der erstmals bei der 7D Mark II eingeführten Flacker-Kompensation, die gleichmäßig belichtete Serienbilder bei periodisch gepulstem Leuchtstoffröhrenlicht ermöglicht. Sie können gleichzeitig Raw und JPG in der nativen Auflösung von 6000 × 4000 Pixeln speichern, alternativ wird die Speicherung von JPGs mit den Seitenverhältnissen 3:2, 4:3, 16:9 und 1:1 in mehreren Auflösungseinstellungen angeboten.
Die Kameras verfügen über WLAN mit Nahfeldkommunikation, über das bspw. kabelloses Drucken von Kamera zu einem entsprechend ausgestatteten Drucker möglich ist, oder Fernsteuerung über Tablet oder Smartphone.
Die Kameras weisen beide ein frei drehbares Rückdisplay mit Touch-Funktion auf. Sie nehmen Video mit bis zu 1080/30p auf.

## Unterschiede

### ModellvarianteEOS 750D
Das Modell 750D besitzt ein rückwärtiges Display, das zur Darstellung der momentan eingestellten Werte für Belichtungszeit, Blendenöffnung, ISO-Zahl usw. verwendet wird. Neben dem Display steht ein aus Einzeltasten bestehendes Steuerkreuz zur Verfügung. Die Kamera besitzt kein „Schulterdisplay“.

EOS 750D
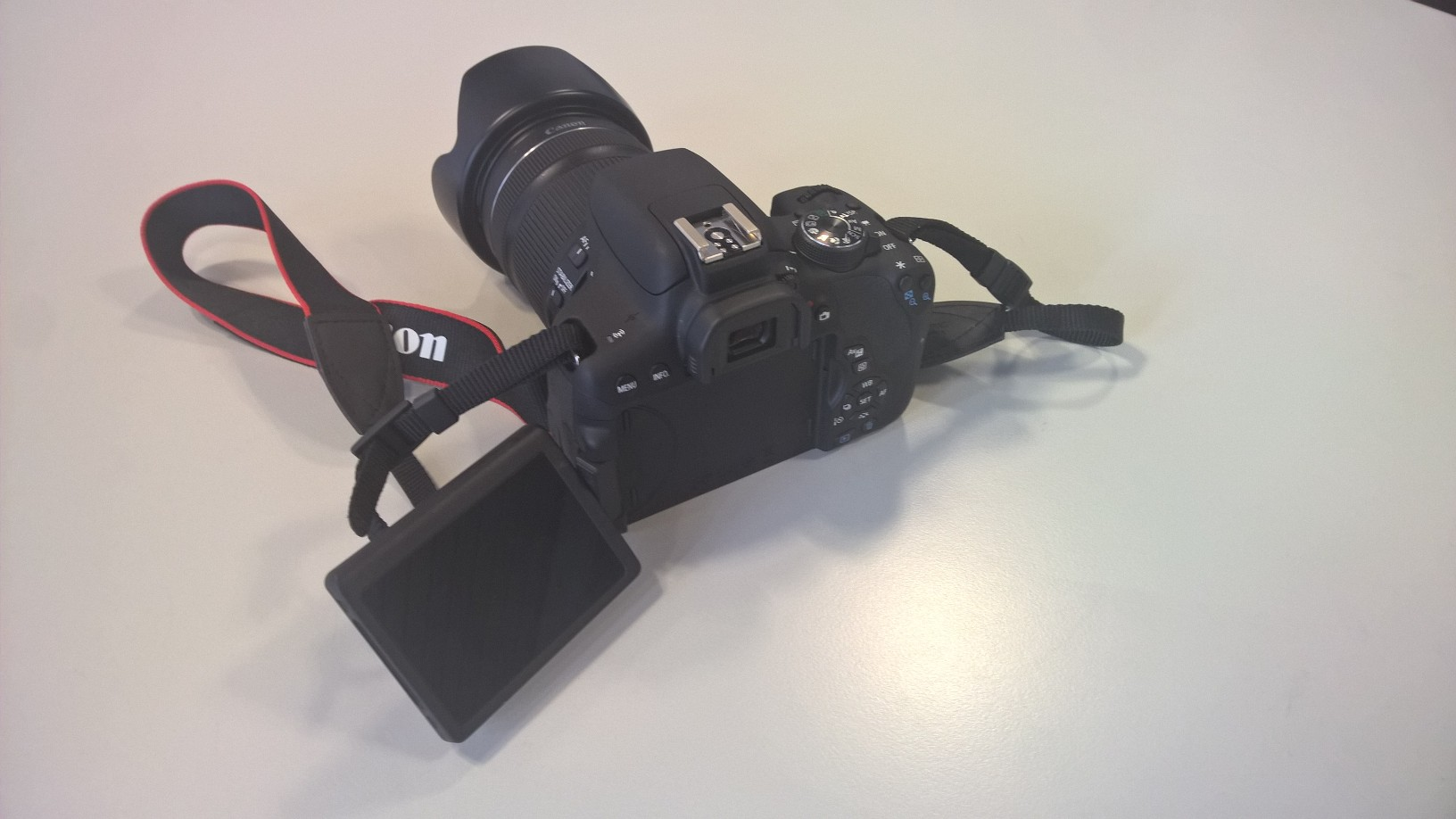
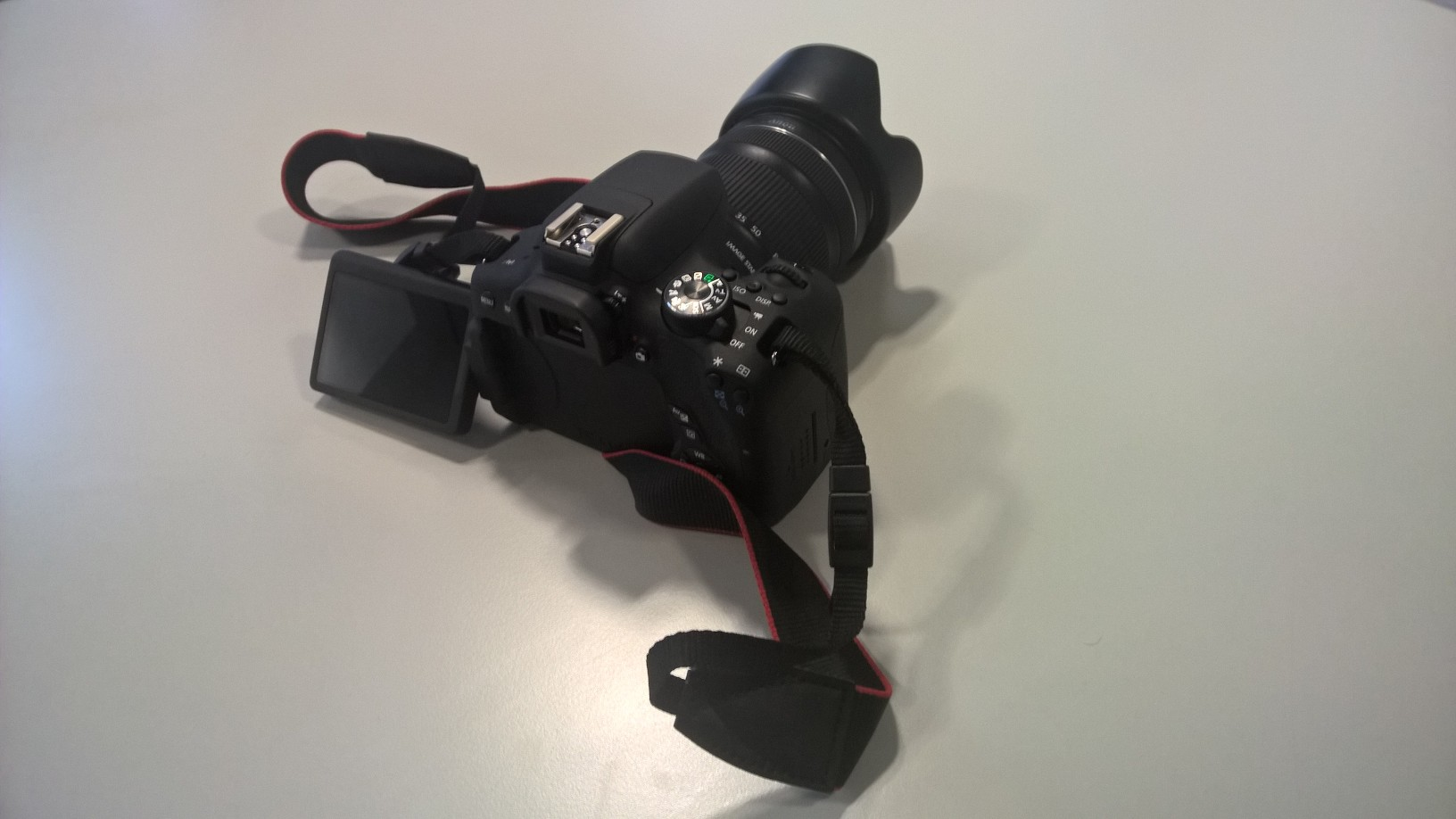
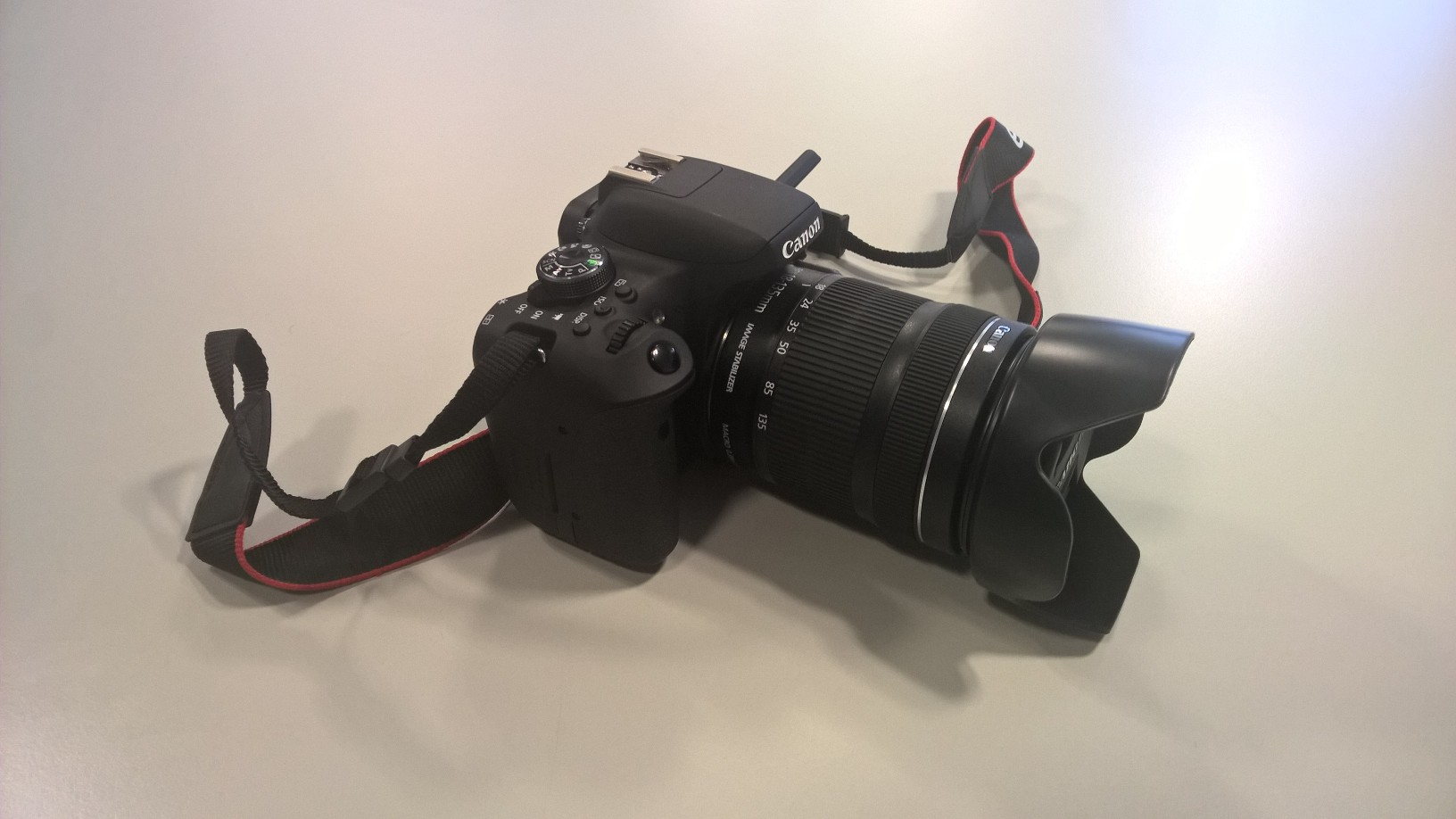
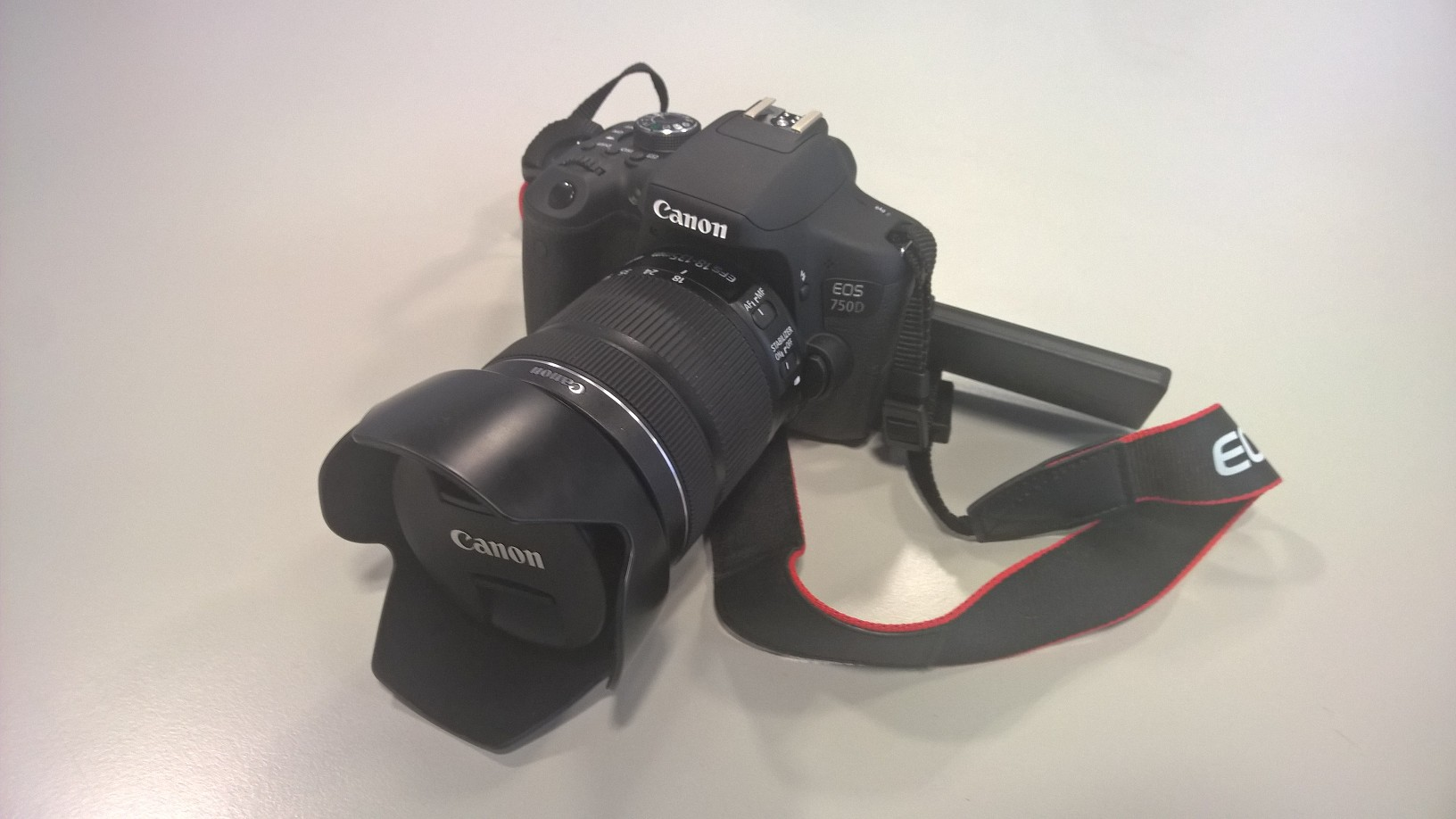

### ModellvarianteEOS 760D
Das Modell 760D besitzt ein zusätzliches „Schulterdisplay“ und ein rückwärtiges Wahlrad sowie eine im Sucher angezeigte elektronische Wasserwaage. Im Gegensatz zur 750D verwendet die Kamera einen Servo-Autofokus, durch den One-Shot AF und Servo AF auch für Videos wählbar sind.

EOS 760D
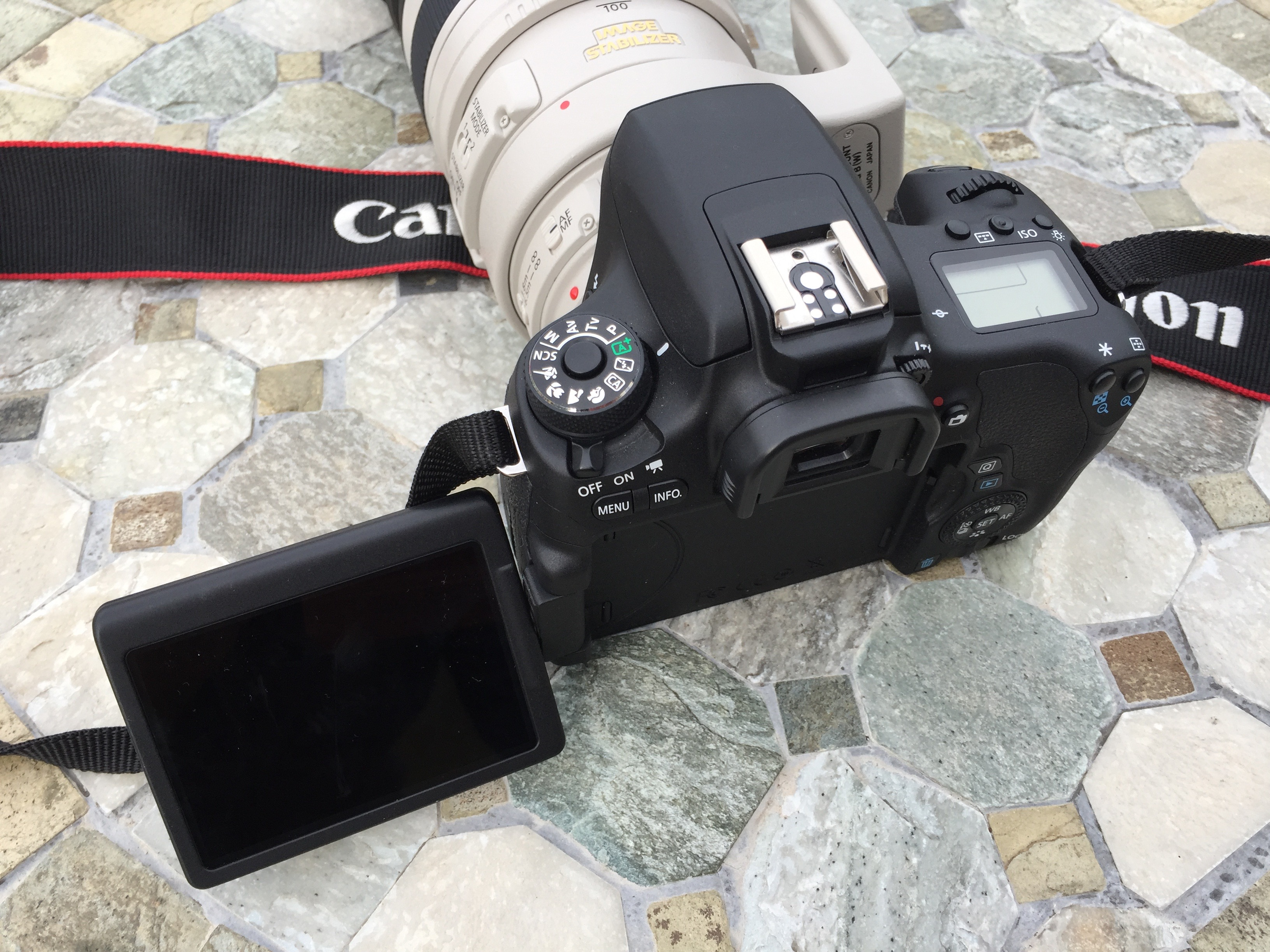
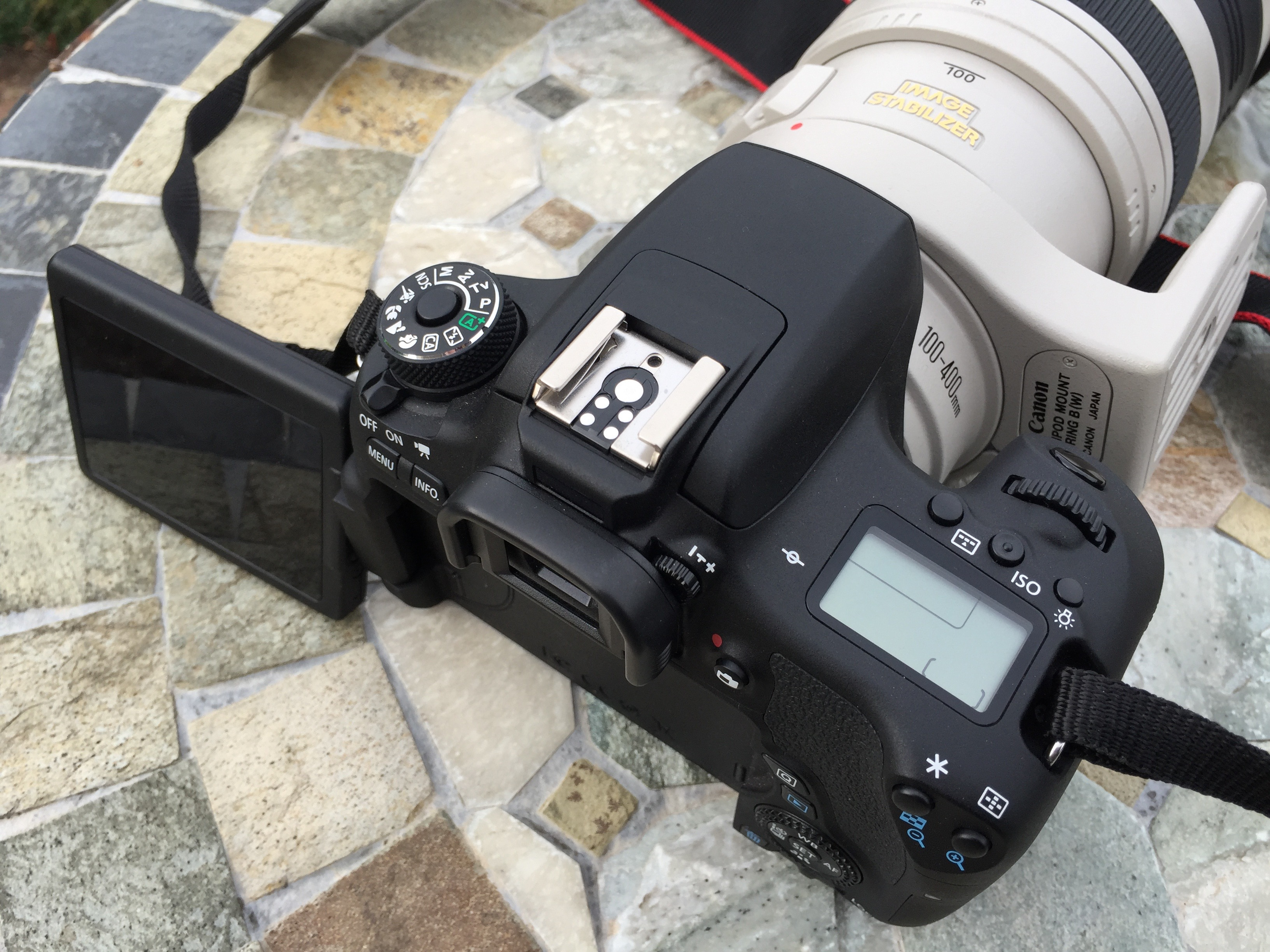
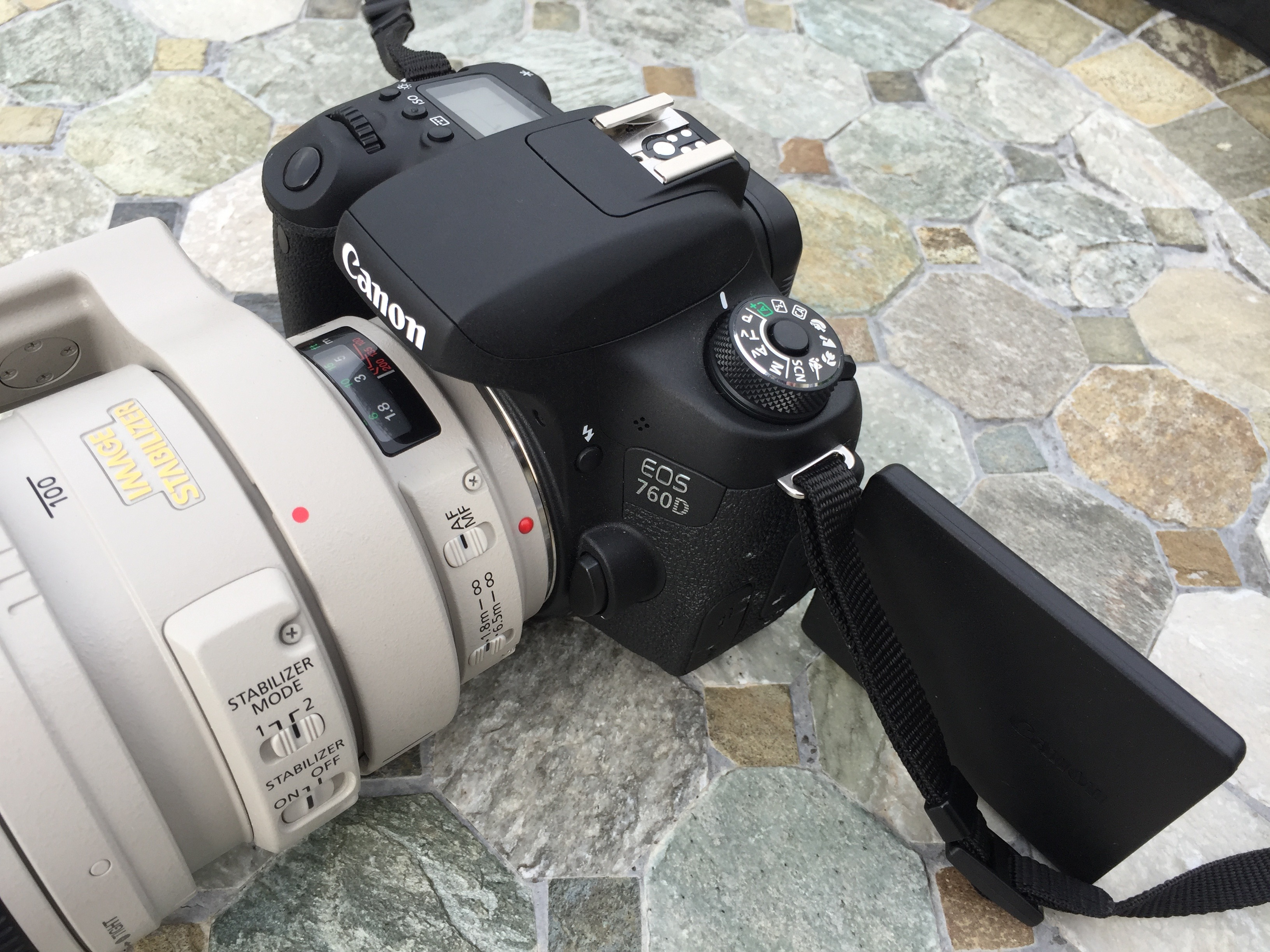
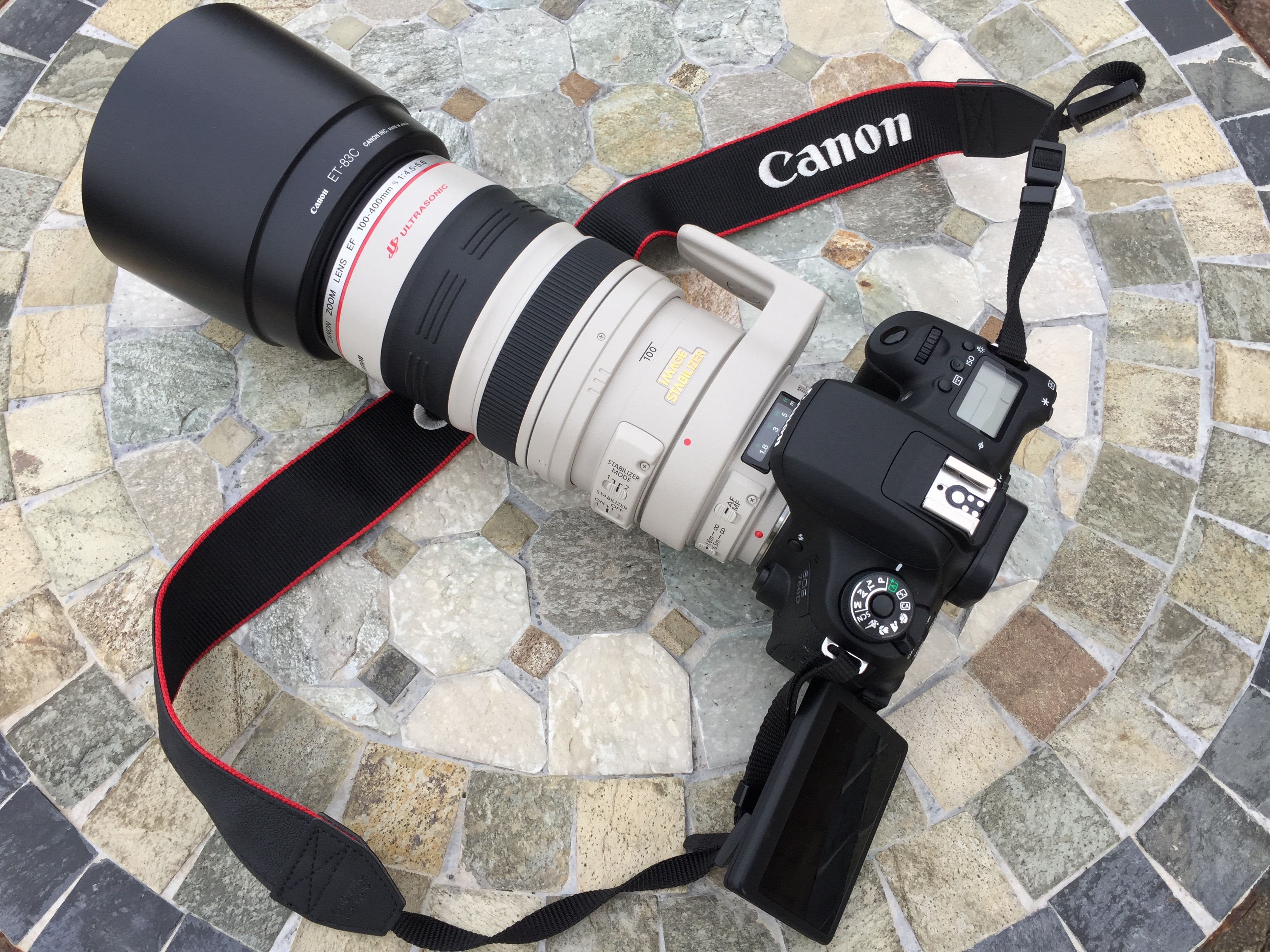